# 小行星6188
小行星6188（英語：6188 Robertpepin）是一颗围绕太阳公转的小行星。1988年9月16日，舒爾特·巴斯在托洛洛山发现了此天体。
这颗小行星的绝对星等为286.2585519035586等。